# Ramon Torrella i Cascante
Ramon Torrella i Cascante (Olesa de Montserrat, Baix Llobregat, 30 d'abril de 1923 - Tarragona, 22 d'abril de 2004) fou arquebisbe de Tarragona (1983-1996).

## Biografia
Estudià enginyeria tèxtil, però poc després ingressà al Seminari Conciliar de Barcelona, i el 25 de juliol de 1953 fou ordenat sacerdot. Fins al 1958 estudià sociologia i teologia a Roma, on es doctorà amb la tesi L'humà i el diví en l'Església. Alguns aspectes del reformisme catòlic contemporani.
Del 1966 al 1968 fou consiliari de la Joventut Obrera Catòlica, primer a Barcelona i després a Europa, i rector del Seminari de Barcelona. El 1967 fou nomenat president de la nova Facultat de Teologia de Catalunya i el 1968 fou preconitzat bisbe titular de Minervium i auxiliar de Barcelona. El 1970 es traslladà a Roma: el papa Pau VI el nomenà vicepresident del Consell de Laics (dimitit el 1974) i de la Comissió Pontifícia Justícia i Pau, i el 1971 del Consell Pontifici Cor Unum. El 1975 fou nomenat vicepresident del Secretariat per a la Unió dels Cristians, on desenvolupà una gran tasca ecumènica.
Havia estat copresident del Grup Mixt de Treball entre l'Església Catòlica i el Consell Ecumènic de les Esglésies i el Comitè de Coordinació de la Comissió per al diàleg amb l'Església Ortodoxa. El 1983 fou nomenat arquebisbe de Tarragona i primat, càrrec des del qual va impulsar la celebració del Concili Provincial Tarraconense. El 1997 va renunciar al càrrec per motius de salut.
El 1998 va rebre la Creu de Sant Jordi.